# Randy Smyth
Randolph L. Smyth (Pasadena, 7 de julho de 1954) é um velejador estadunidense, medalhista olímpico. Ele competiu nos Jogos Olímpicos de Verão de 1984 na classe Tornado e conquistou a medalha de prata, ao lado de Jay Glaser. Oito anos depois, nos Jogos Olímpicos de Verão de 1992, voltou a conseguir a prata nesta mesma classe, desta vez com Keith Notary.
Smyth também participou de inúmeras regatas offshore. Entre outras coisas, ele ganhou a America's Cup em 1988 como membro do time Stars & Stripes. Ele também atuou como consultor de vela e capitão nos filmes de Hollywood Waterworld, estrelado por Kevin Costner, e The Thomas Crowne Affair, estrelado por Pierce Brosnan. Ambos os filmes apresentavam veleiros maxi-multicascos com mais de 60 pés de comprimento, barcos de altíssimo desempenho que exigem um timoneiro experiente para navegar com segurança.